# Uniks Kazań
Uniks Kazań (ros. Баскетбольный клуб УНИКС) – rosyjski klub koszykarski występujący w najwyższej klasie rozgrywkowej – Superlidze. W latach 2010–2011 w zespole grał polski silny skrzydłowy lub środkowy Maciej Lampe.

## Sukcesy
- 2 Puchary Rosji (2003, 2009)
- 1 Puchar Europejskiej Ligi Koszykówki Północ (2003)
- 1 FIBA EuroChallenge (2004)

Oprócz wyżej wymienionych osiągnięć zespół regularnie znajduje się w czołówce ligi, występuje regularnie w Eurolidze, pucharze ULEB itp. rozgrywkach.

## Trenerzy zespołu
- Aleksandr Zriadczikow – 1994-1996
- Gieorgij Korolew – 1996-1998
- Dragan Višnjevac – 1998
- Jewgienij Kowalenko – 1998-2000
- Stanisław Jeriomin – 2000-2006
- Antanas Sireika – 2006-2008
- Aco Petrović – 2008-2009
- Valdemaras Chomičius – 2009-2010
- Jewgienij Paszutin – 2010-nadal